# Protoberberin-Alkaloide

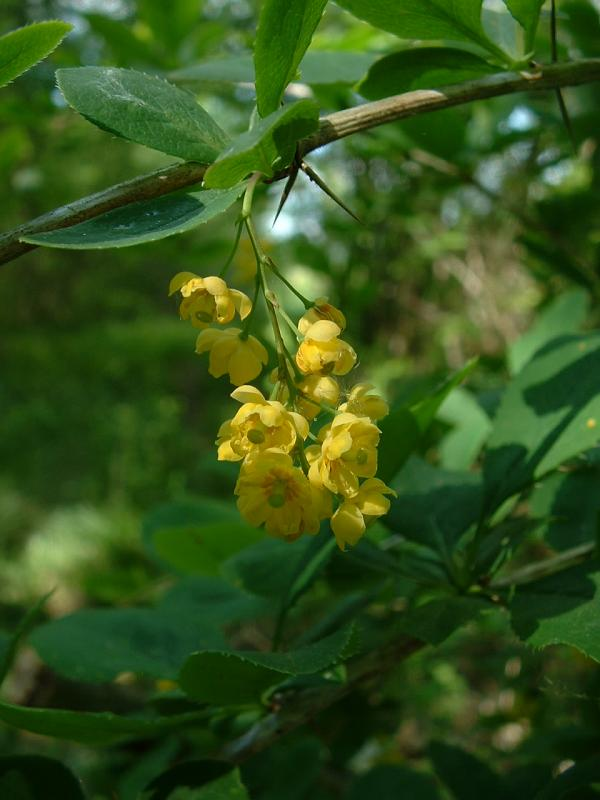
Gewöhnliche Berberitze (Berberis vulgaris)

Protoberberin-Alkaloide sind Naturstoffe des Isochinolin-Alkaloid-Typs. Sie kommen in vielen Pflanzenfamilien vor, u. a. in den Mohngewächsen, den Berberitzengewächsen und den Lorbeergewächsen. Die Gewöhnliche Berberitze (Berberis vulgaris) gab dem Alkaloid Berberin seinen Namen.

## Vertreter
Häufig kommen Protoberberin-Alkaloide als Tetrahydroprotoberberine oder als Protoberberinium-Salze vor.
Der bekannteste Vertreter ist das Berberin. Weitere Alkaloide sind beispielsweise Coptisin, Canadin, Coreximin, Scoulerin und viele mehr.

Berberin
Coptisin
Canadin
Coreximin
Scoulerin

## Verwendung
Berberin ist toxisch und ein gelber Farbstoff. Mit Berberin lassen sich Seide, Baumwolle und Leder färben. Des Weiteren wirkt es atmungsstimulierend, antibakteriell und antifungizid.
In der chinesischen Medizin dient der Protoberberin-haltige Extrakt als Mittel gegen Magen- und Verdauungsprobleme. Weiterhin wirkt es entzündungshemmend.
Coptisin hat Auswirkungen auf die Muskulatur der Verdauungsorgane. Es führt zu einer Entspannung der Muskeln, sodass Krämpfe vermindert werden können.

## Synthese
Durch Umsetzen mit Formaldehyd können aus Benzylisochinolin-Alkaloiden Alkaloide des Tetrahydroprotoberberin-Typs (z. B. Corexiamin) synthetisiert werden.